# Andréievka (Nijni Nóvgorod)
|  | Per a altres significats, vegeu «Andreievka». |

Andréievka (en rus: Андреевка) és un poble (un possiólok) deshabitat de l'óblast de Nijni Nóvgorod, a Rússia, segons el cens del 2010 no tenia cap habitant, pertany al municipi de Bolxaia Arat.